# Orthoporus tehuacanus
Orthoporus tehuacanus är en mångfotingart som beskrevs av Chamberlin 1952. Orthoporus tehuacanus ingår i släktet Orthoporus och familjen Spirostreptidae. Inga underarter finns listade i Catalogue of Life.